# Eupithecia ina
Eupithecia ina es una especie de polilla de la familia Geometridae. La especie fue descrita por primera vez por András Mátyás Vojnits habiendo sido descrita en 1992, con distribución en América del Sur. El holotipo de la especie fue descrita en el Hornohuinco, a 11 kilómetros (6,8 mi) al Sudoeste de lago Chapo en la Provincia de Llanquihue.